# Tess Johnson
Tess Johnson (Vail, 19 de junio de 2000) es una deportista estadounidense que compite en esquí acrobático. Ganó dos medallas en el Campeonato Mundial de Esquí Acrobático, en los años 2019 y 2025, ambas en la prueba de baches en paralelo.

## Medallero internacional
| Campeonato Mundial | Campeonato Mundial         | Campeonato Mundial | Campeonato Mundial |
| Año                | Lugar                      | Medalla            | Prueba             |
| ------------------ | -------------------------- | ------------------ | ------------------ |
| 2019               | Park City (Estados Unidos) | Medalla de bronce  | Baches en paralelo |
| 2025               | Engadina (Suiza)           | Medalla de plata   | Baches en paralelo |